# 早蕨號驅逐艦
早蕨（さわらび）是大日本帝國海軍若竹級驅逐艦的四號艦。

## 艦歷
- 1922年11月20日：在神奈川縣的浦賀船渠動工。
- 1923年9月1日：舉行下水儀式，當時被命名為「第八驅逐艦」。
- 1924年4月1日：更名為「第八號驅逐艦」。
- 1924年7月24日：竣工。
- 1928年8月1日：更名為「早蕨」。
- 1932年12月5日：在台灣基隆北方約120海里處（推測）航行時遭遇暴風雨後失蹤，就此下落不明，其失事原因至今不明。日本海軍推測早蕨號自竣工以來不斷被增加武裝的結果導致艦體重心越來越上移，最終才會在惡劣的天氣條件下翻覆失事。

## 歷任艦長
※資料根據『日本海軍史』第9卷與第10卷「將官履歷」一章及『官報』而來。所有軍階均以就任時為準。

### 艤裝員長
- 不詳

### 艦長
- 柳原信男 少佐：1924年7月24日～1925年12月1日[1]
- 須賀彦次郎 少佐：1925年12月1日～
- （兼任）藤田類太郎 少佐：1927年1月20日～
- （兼任）勝野實 少佐：1927年6月20日～8月10日
- 手束五郎 少佐：1927年8月10日～1929年11月1日
- 秋山輝男 少佐：1929年11月1日～1930年11月20日
- （兼任）橘正雄 少佐：1930年11月20日～
- 門田健吾 少佐：不詳～1932年12月5日殉職。

## 腳註
1. ↑  『官報』第3982号、大正14年12月2日。